# Struckia
Struckia là một chi rêu trong họ Sematophyllaceae.